# Danilovka
Danilovka (in russo Даниловка?) è un villaggio operaio (rabočij posëlok) dell'oblast' di Volgograd, in Russia. È Il centro amministrativo del rajon Danilovskij.
Si trova sulla riva destra del fiume Medvedica (bacino del Don), 185 km a nord di Volgograd.